# Zuytpeene
Zuytpeene, niederländisch Zuidpene, ist eine französische Gemeinde mit 542 Einwohnern (Stand 1. Januar 2022) im Département Nord in der Region Hauts-de-France. Sie gehört zum Arrondissement Dunkerque und zum Gemeindeverband Cœur de Flandre Agglo. In Zuytpeene wird auch Westflämisch gesprochen. Die Bewohner werden Zuytpeenois und Zuytpeenoises genannt.
In der alphabetischen Reihenfolge der 35.021 Gemeinden (Stand: 1. Januar 2024) auf französischem Staatsgebiet steht Zuytpeene an letzter Stelle.

## Geografie

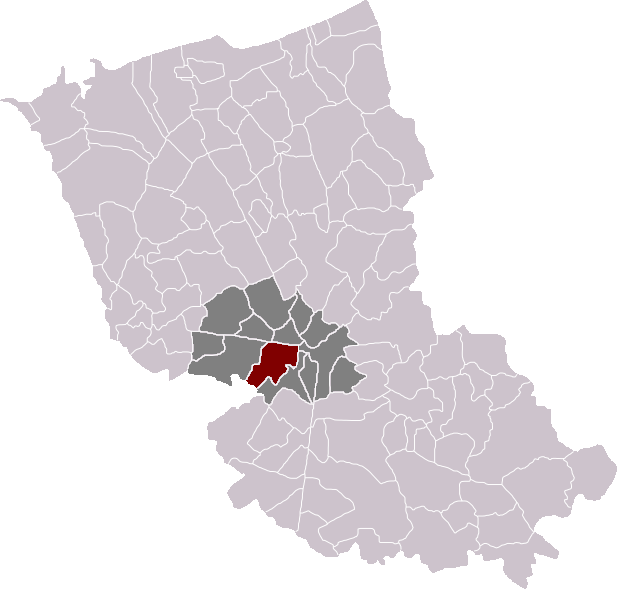
Lage von Zuytpeene im Arrondissement Dunkerque

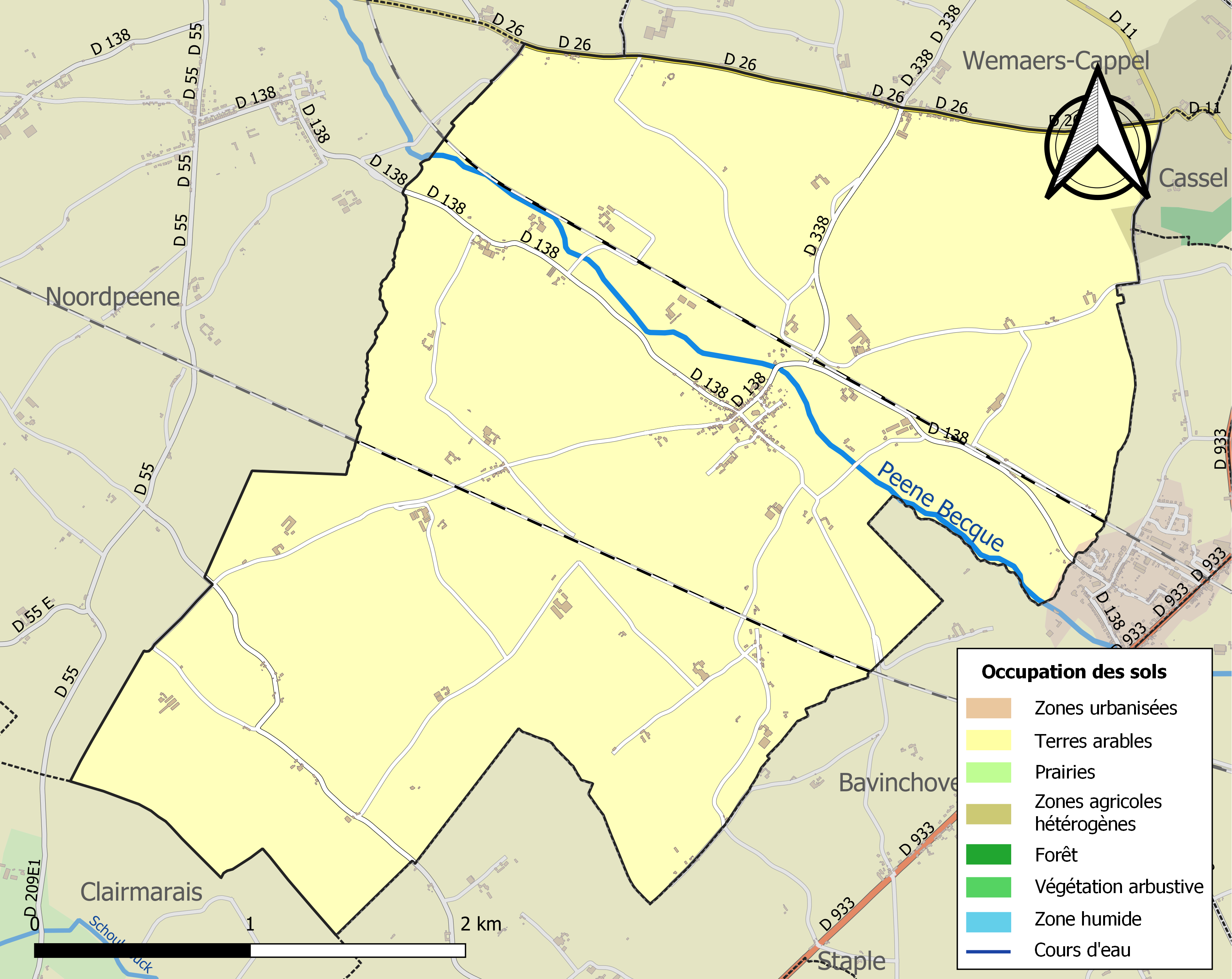
Bodennutzung, Hydrografie und Infrastruktur der Gemeinde (2018)

Zuytpeene liegt in Französisch-Flandern, etwa 27 Kilometer südsüdöstlich von Dünkirchen und etwa 549 Kilometer westnordwestlich von Lille an der Grenze zum benachbarten Département Pas-de-Calais. Die Gemeinde befindet sich am Rand der Monts de Flandre in der Région naturelle Houtland. Neben dem geschlossenen Siedlungsbild des Kernortes liegen im Gemeindegebiet von Zuytpeene zahlreiche verstreute Einzelhöfe. Charakteristisch für Zuytpeene und Umgebung ist die intensive Landwirtschaft und das Fehlen von Waldgebieten. Das Gebiet der Gemeinde wird von der Peene Becque und einigen kleineren Bächen (Zuytpeene, Lyncke Becque) durchflossen. Das Zentrum liegt auf einer Höhe von etwa 25 m. Das Relief der Gemeinde ist größtenteils flach, fällt im Süden bis auf 18 m ab und steigt im Norden bis auf 62 m an.
Nahezu die gesamte Fläche der Gemeinde wird landwirtschaftlich genutzt (Stand: 2018).
Nachbargemeinden von Zuytpeene sind Wemaers-Cappel im Norden, Cassel im Nordosten, Bavinchove im Südosten, Clairmarais (Pas-de-Calais) im Südwesten, Noordpeene im Westen sowie Ochtezeele im Nordwesten.

## Geschichte

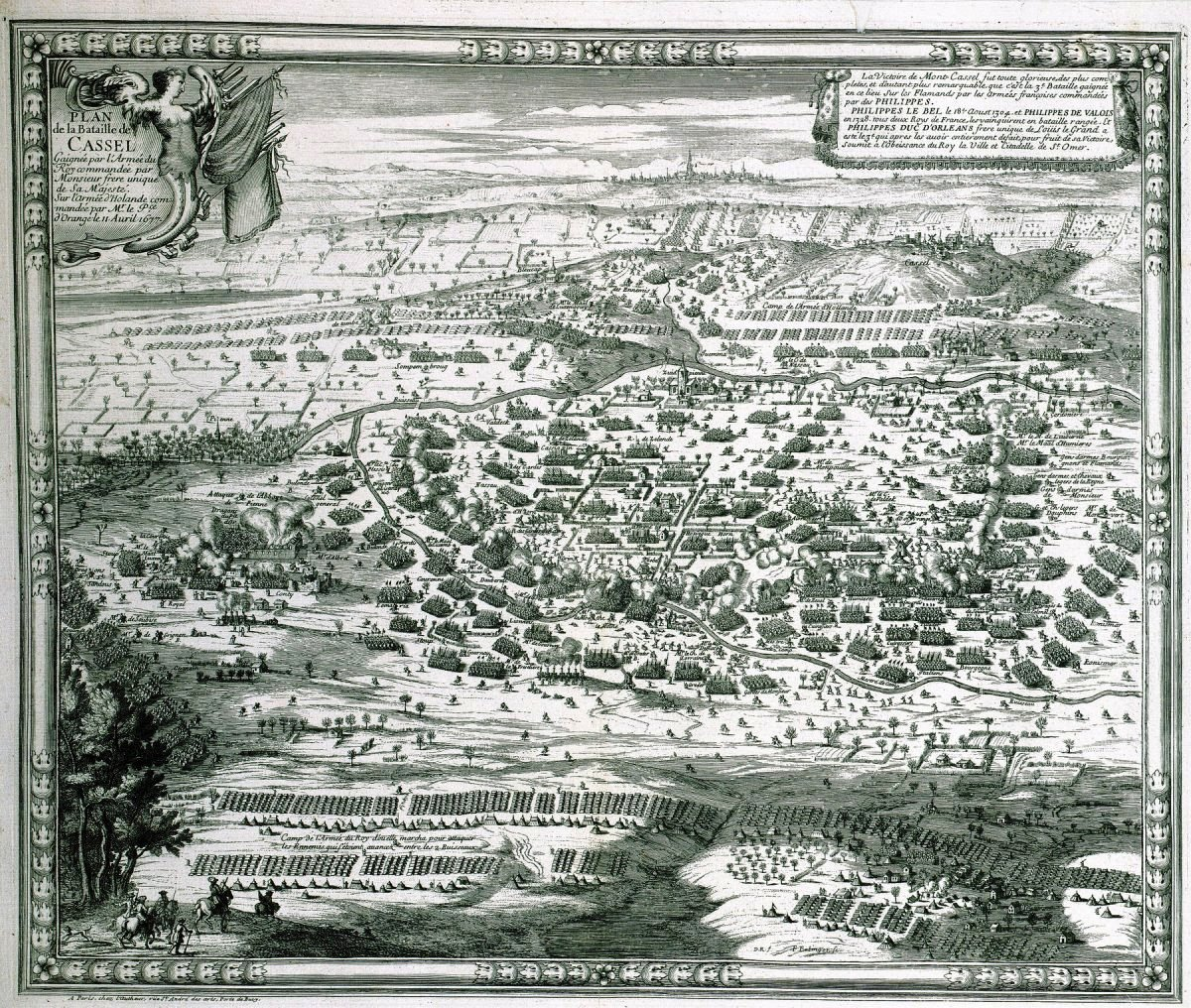
Die Schlacht bei Cassel, Kupferstich von Sebastian Beaulieu

Zuytpeene war am 11. April 1677 Schauplatz der Schlacht bei Cassel (französisch: Bataille de la Peene) im Rahmen des Holländischen Krieges zwischen den Niederlanden und Frankreich, die mit einem französischen Sieg endete. Ein Obelisk an der Straße nach Cappel erinnert an dieses Ereignis.

### Bevölkerungsentwicklung
| Jahr      | 1962 | 1968 | 1975 | 1982 | 1990 | 1999 | 2006 | 2013 | 2022 |
| Einwohner | 463  | 477  | 453  | 438  | 432  | 469  | 549  | 533  | 542  |

Im Jahr 1836 wurde mit 941 Bewohnern die bisher höchste Einwohnerzahl ermittelt. Die Zahlen basieren auf den Daten von cassini.ehess und INSEE.

## Kultur und Sehenswürdigkeiten

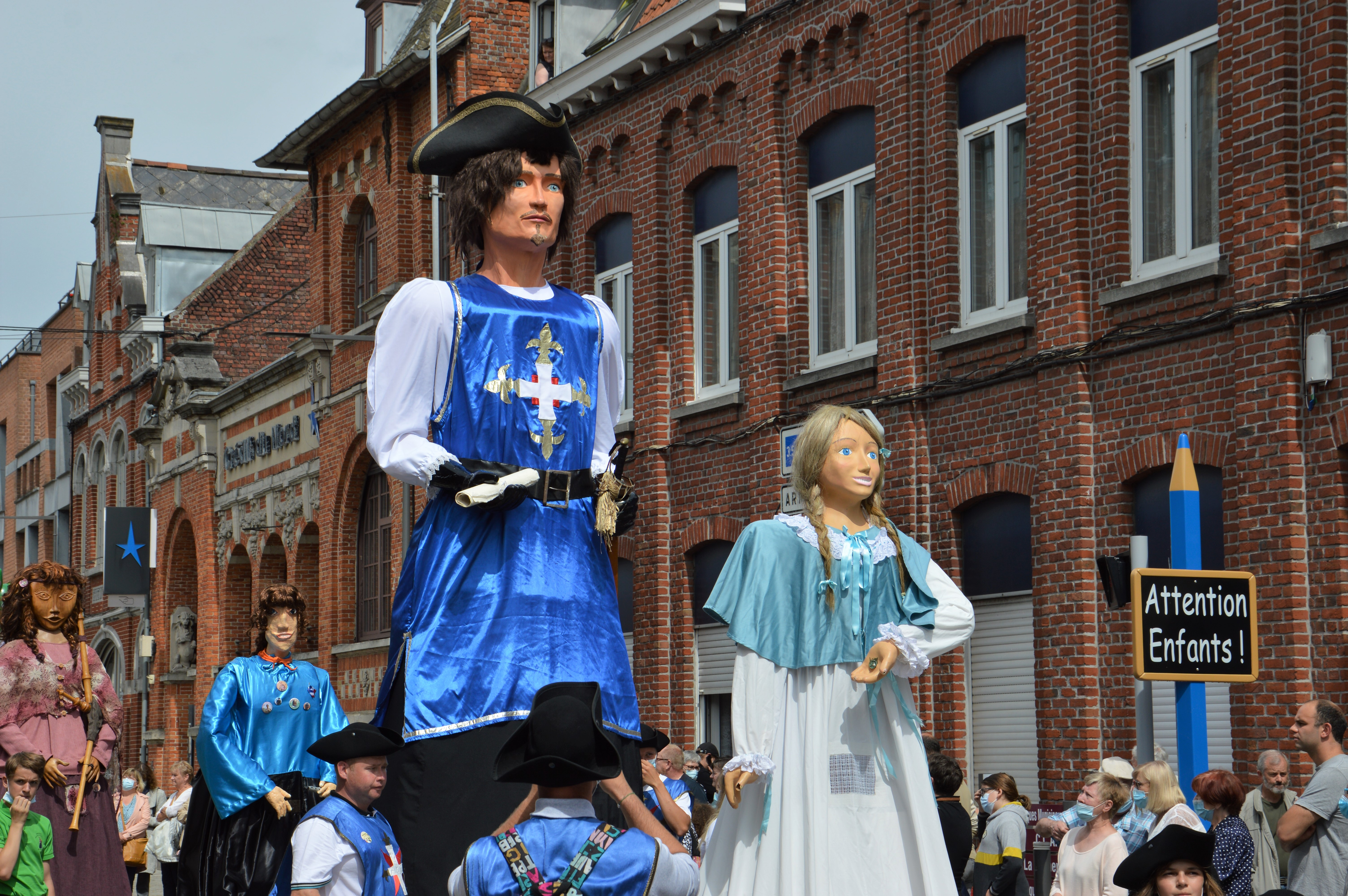
Thomas le Mousquetaire und Adélaïde bei einer Prozession in Comines 2021

- Kirche Saint-Vaast (St. Vedast)
- Zwei mittelalterliche Erdhügelburgen (in den Gemarkungen Blauw Cappel Veld und Casteel Veld), beide jeweils seit 1978 als Monuments historiques eingeschrieben[5][6]

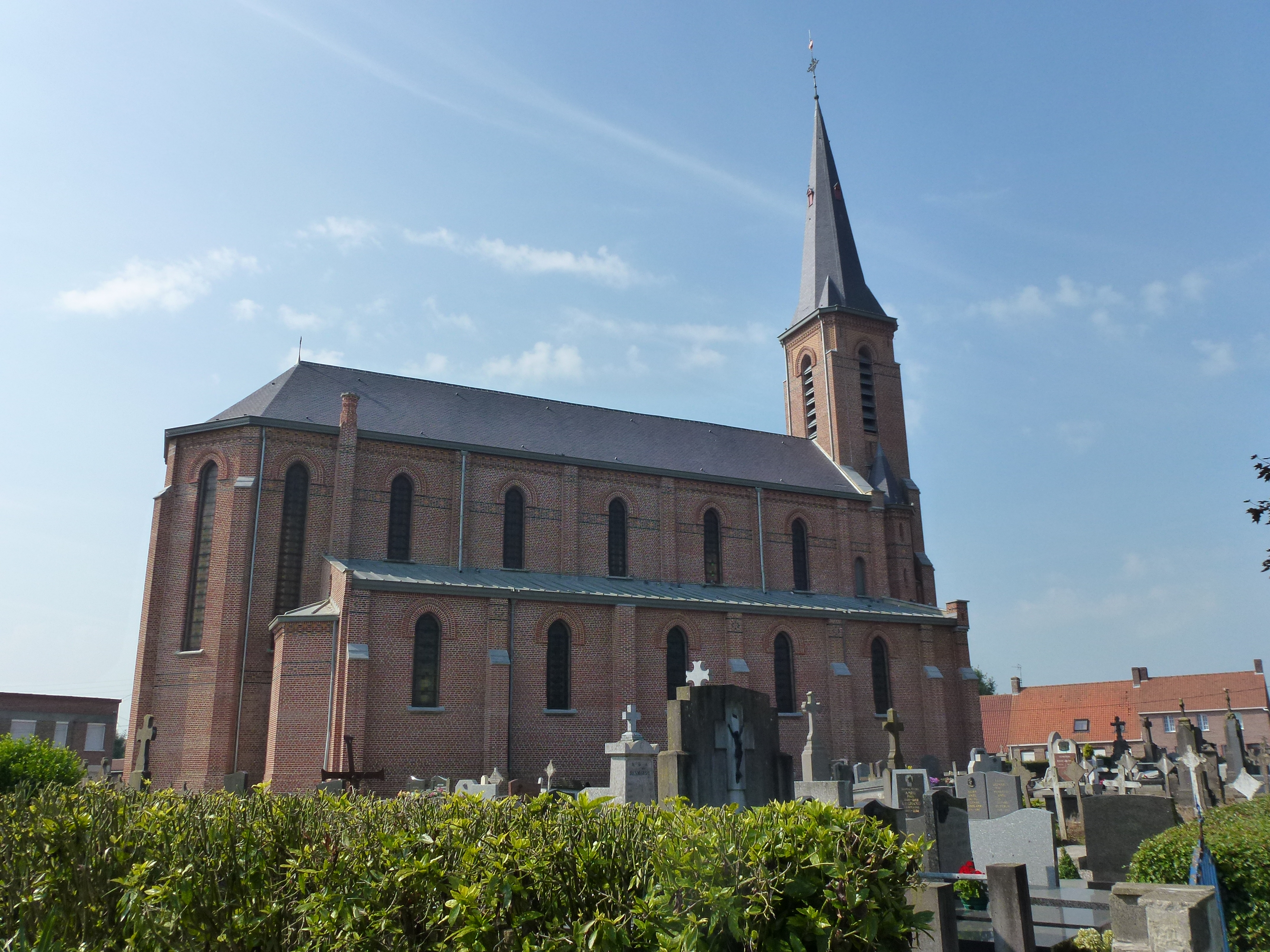
Kirche Saint-Vaast
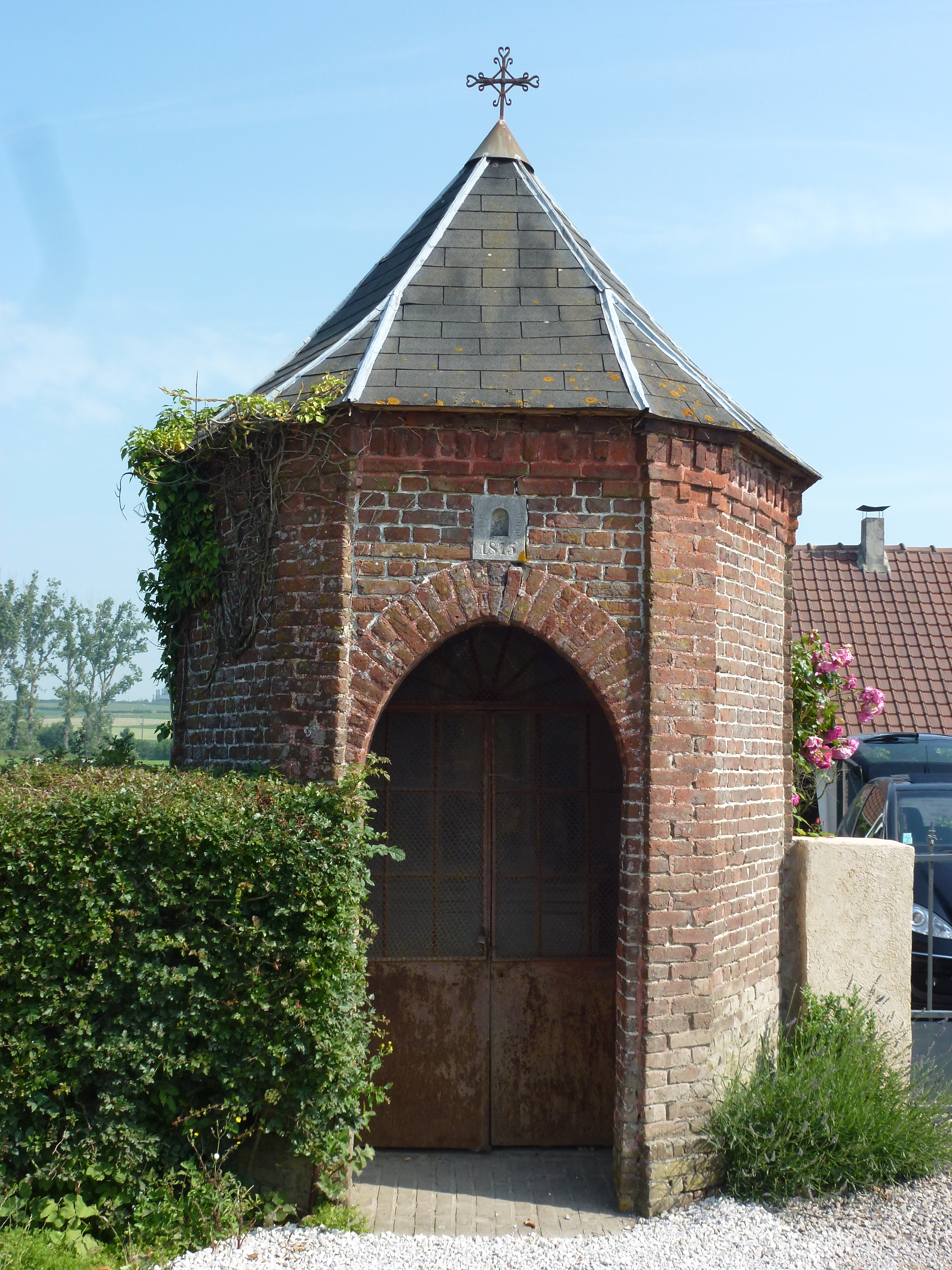
Oratorium
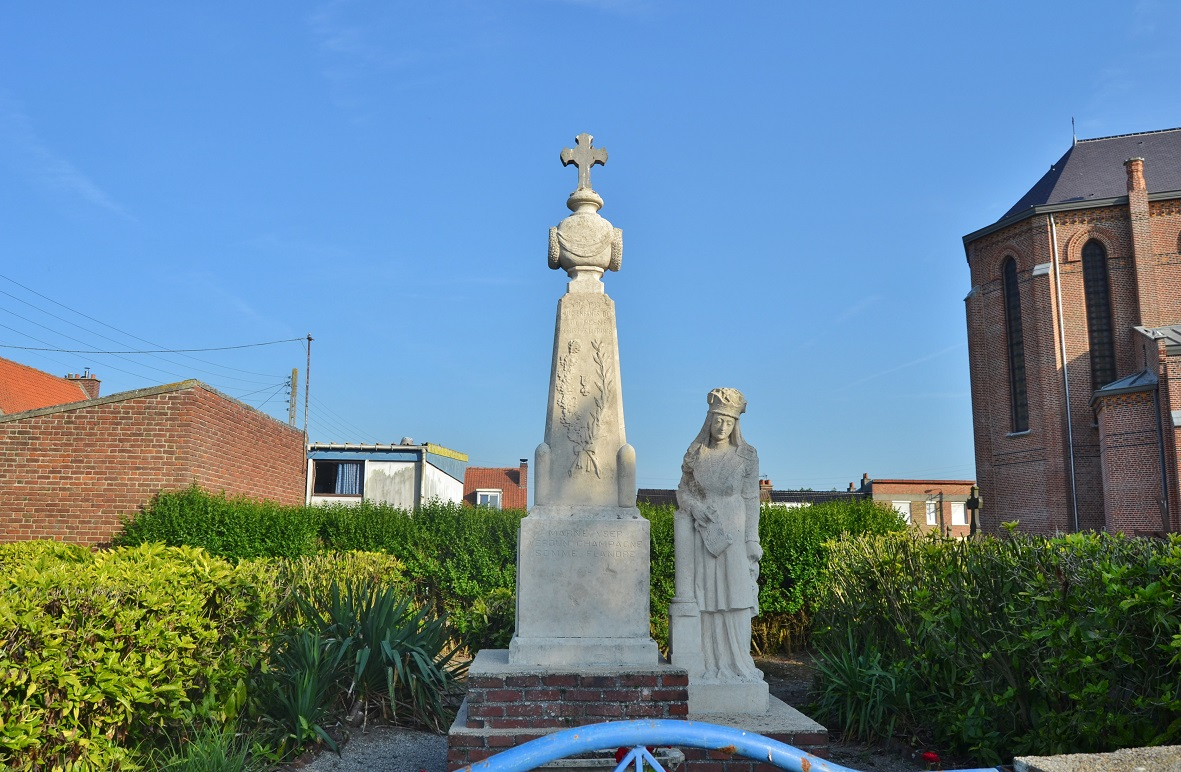
Gefallenendenkmal

### Folklore und Karneval
Die Géants de Zuytpeene (deutsch: Giganten von Zuytpeene) gehören zu in Nordfrankreich und im benachbarten Belgien auf Festen verbreiteten traditionellen Riesenfiguren (Géants du Nord). Seit 2005 werden die Aufführungen von der UNESCO unter dem Titel Prozessionen der Riesen und Drachen aus Belgien und Frankreich als Meisterwerke des mündlichen und immateriellen Erbes der Menschheit geführt. Die Figuren aus Zuytpeene heißen Thomas le Mousquetaire (Thomas der Musketier, seit 1999) und Adélaïde (seit 2006). Die Figur des Thomas geht auf Auguste Thomas Joseph Liot de Nortbecourt zurück, der bis zur Französischen Revolution Musketier des Königs war.

## Wirtschaft und Infrastruktur
In der Gemeinde sind 27 Landwirtschaftsbetriebe ansässig (Getreideanbau, Milchwirtschaft, Schweinehaltung).
Zuytpeene liegt etwas abseits der überregionalen Verkehrsströme. Die Departementsstraße D 26 von Watten nach Cassel wird entlang der nördlichen Gemeindegrenze geführt. Die nachgeordneten Departementsstraßen D 138, D 338 und lokale Landstraßen verbinden das Zentrum mit den Weilern der Gemeinde und den Nachbargemeinden. Busse einer Linie der Transportgesellschaft Arc-en-Ciel des Départements Nord verbinden Noordpeene mit Buysscheure und mit Hazebrouck über Cassel.
Die Bahnstrecke Arras–Dunkerque durchquert das nördliche Gemeindegebiet ohne Haltepunkt. Die Eisenbahn-Schnellfahrstrecke LGV Nord von Paris zum Eurotunnel wird durch das Gemeindegebiet südlich des Zentrums ebenfalls ohne Haltepunkt geführt.

## Belege
1. ↑  De Nederlanden in Frankrijk, Jozef van Overstraeten, 1969
2. ↑  Répartition des superficies en 15 postes d’occupation des sols (métropole). CORINE Land Cover, 2018, abgerufen am 17. Mai 2024 (französisch).
3. ↑  Zuytpeene auf cassini.ehess
4. ↑  Zuytpeene auf INSEE
5. ↑  Eintrag in der Base Mérimée des Kulturministeriums. Abgerufen am 17. Mai 2024 (französisch).
6. ↑  Eintrag in der Base Mérimée des Kulturministeriums. Abgerufen am 17. Mai 2024 (französisch).
7. ↑  thomaslemousquetaire.free.fr. Abgerufen am 14. Mai 2011 (französisch).
8. ↑  Landwirtschaftsbetriebe auf annuaire-mairie.fr (französisch)
9. ↑  Horaire 928 - Buysscheure / Hazebrouck. Arc-en-Ciel, abgerufen am 17. Mai 2024 (französisch).